# Лука (гідрологічний заказник)
О́зеро Л́ука — гідрологічний заказник місцевого значення в Україні. Об'єкт розташований на території Камінь-Каширського району Волинської області, с. Грудки. 
Площа — 59,8 га, Статус присвоєно згідно розпорядження представника Президента України у Волинській області від 26.05.1992 № 132 «Про утворення нових державних заповідних формувань на базі цінних природних об’єктів і територій в області».
Заказник створено з метою охорони та збереження у природному стані однойменного карстового озера (інші назви - Ольблє, Олябля, Лебське). Озеро розташоване в басейні р. Цир, його площа - 44 га, довжина - 1,1 км, ширина - 0,7 км, середня глибина - 3,6 м, максимальна – 8,5 м. Дно озера біля берега піщане, на глибині вкрите мулом із сапропелю.
Територія заказника також включає заболочену прибережну смугу площею 15,8 га, де зростає лучно-болотна рослинність.
Вода озера чиста (прозорість 1,0–1,5 м). Тут трапляються такі види риб: лящ (Abramis brama), короп (Cyprinus carpio), карась сріблястий (Carassius gibelio), щука (Esox lucius) та ін. Також у заказнику мешкає багато видів водоплавних і навколоводних птахів та плазунів.

## Галерея

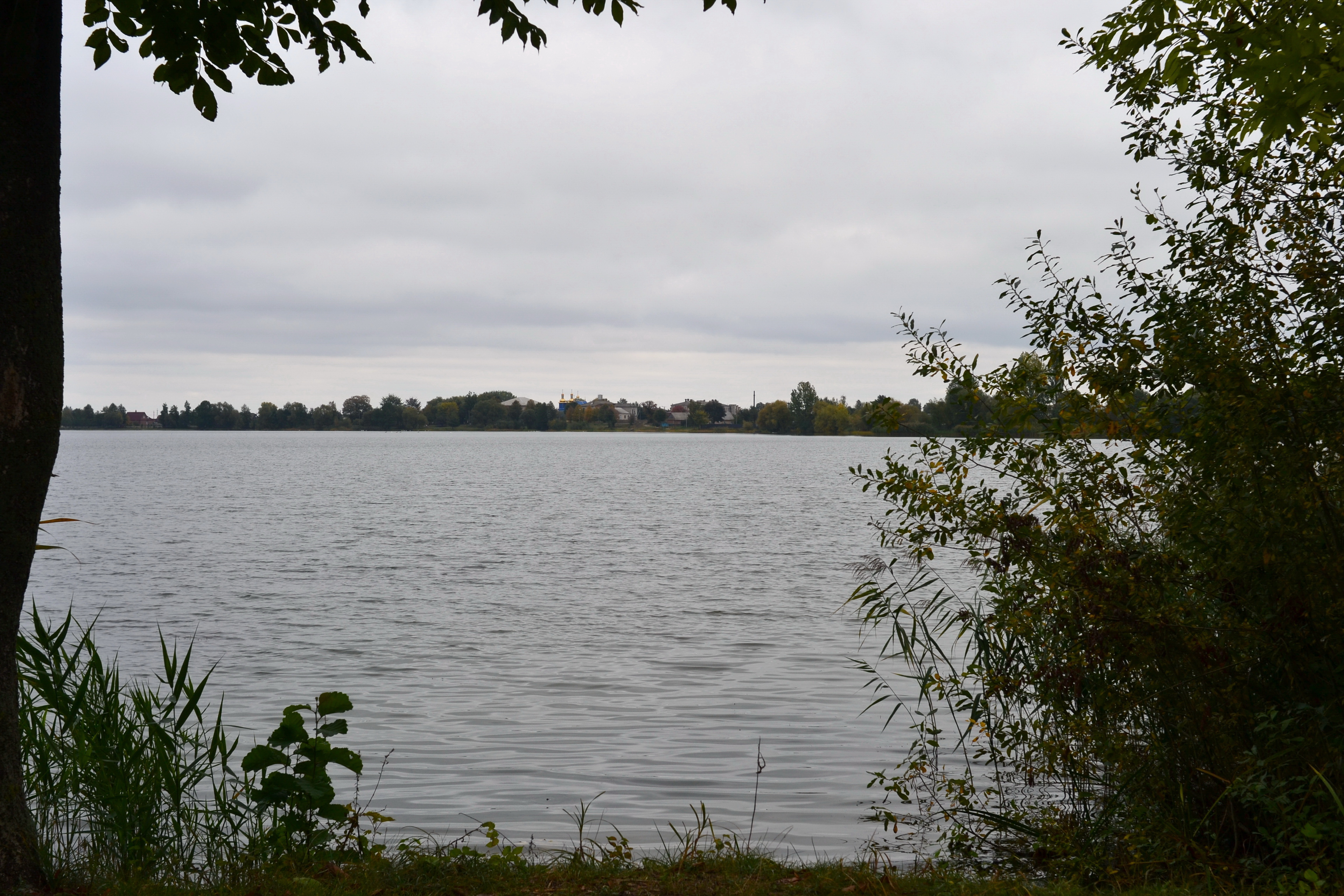
Східний берег озера
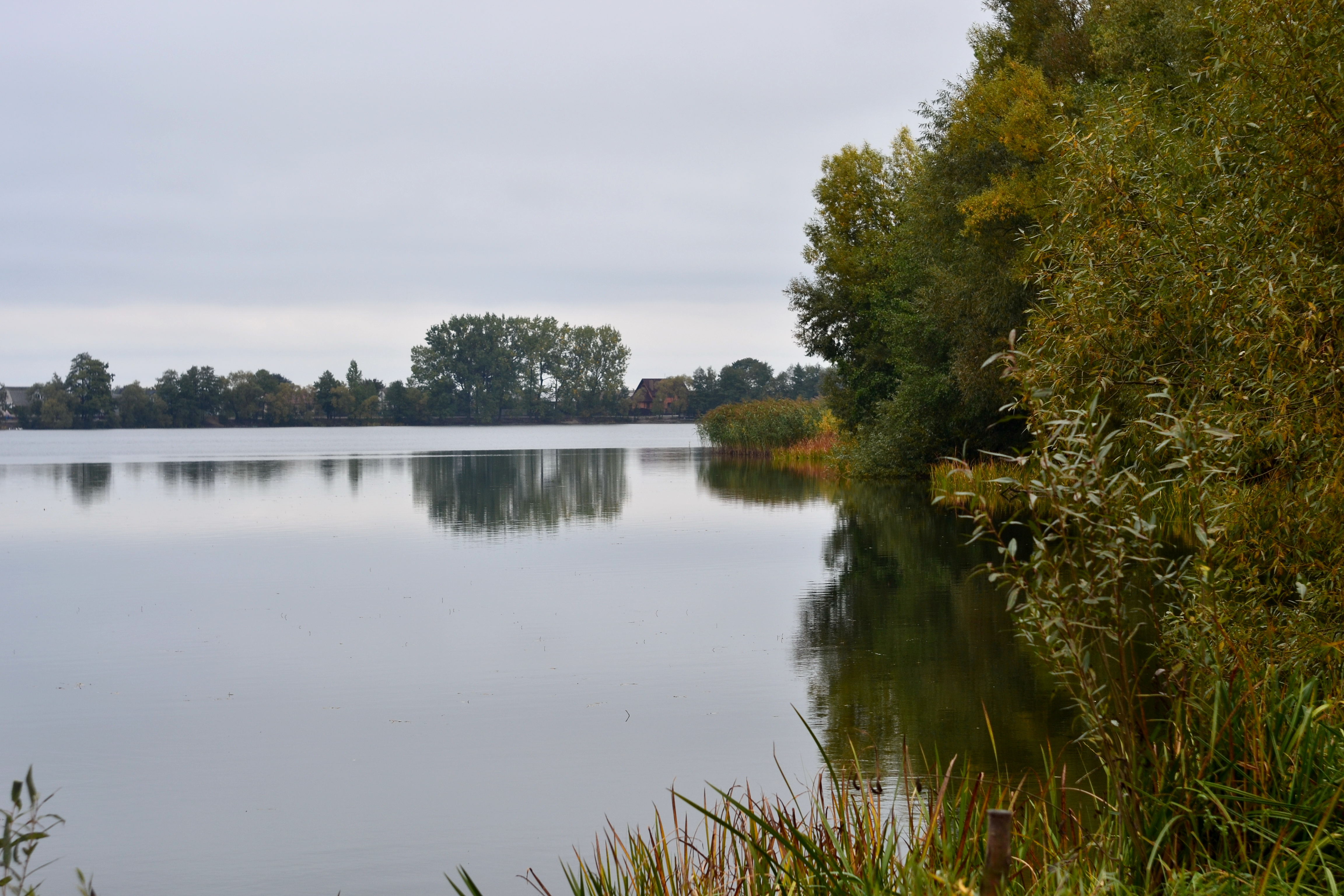
Північний берег озера
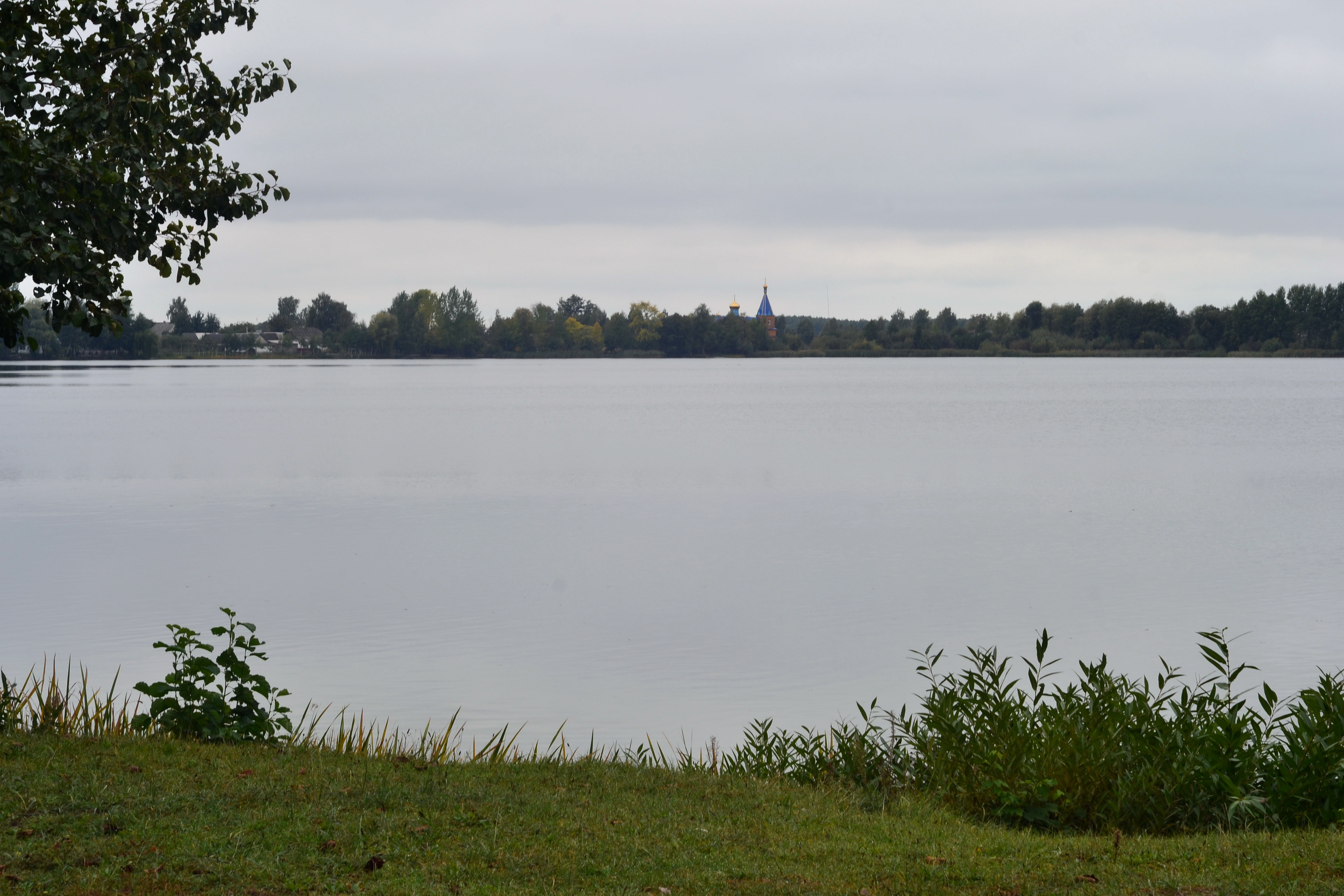
Західний берег озера
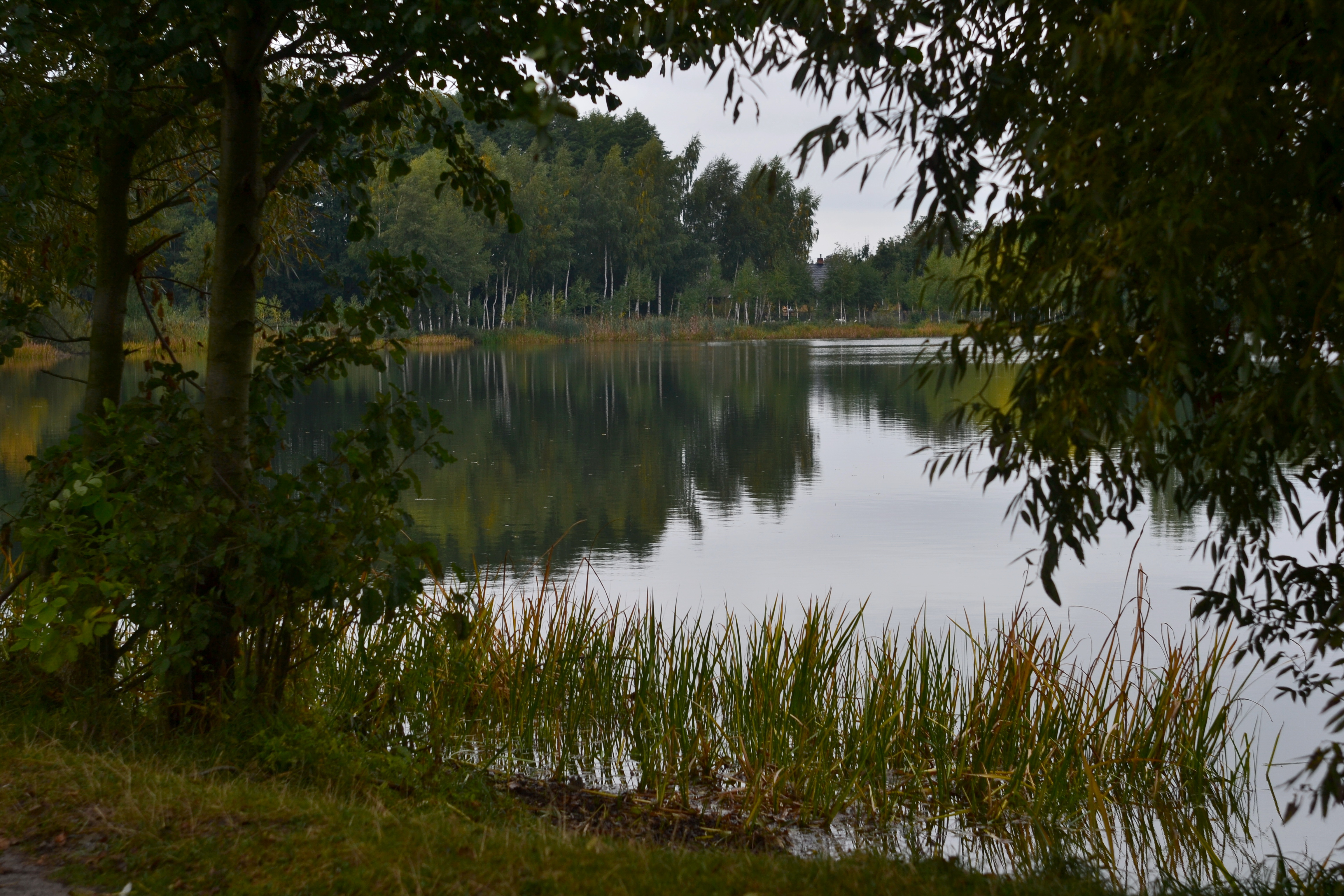
Південний берег озера
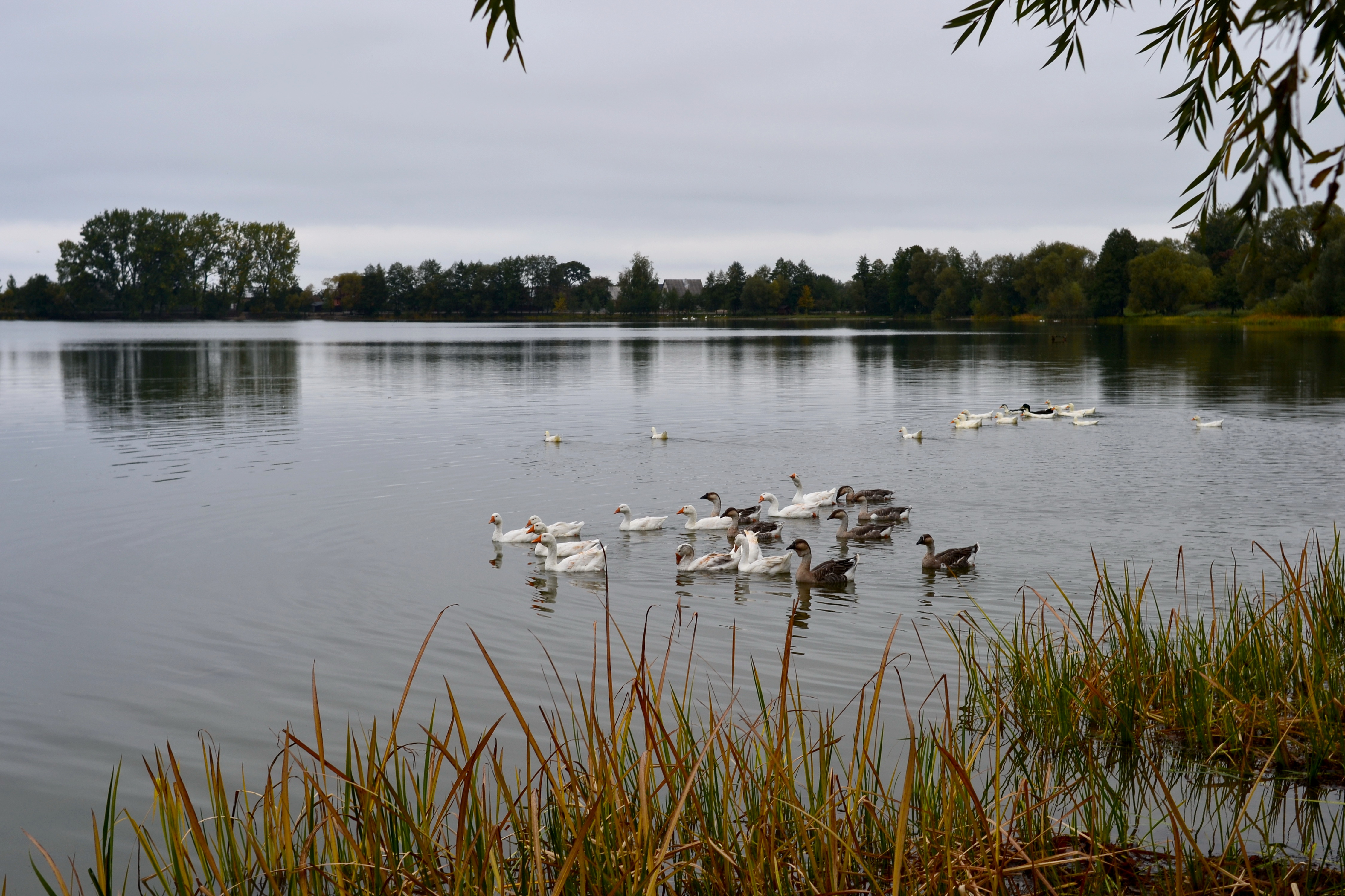
Качки
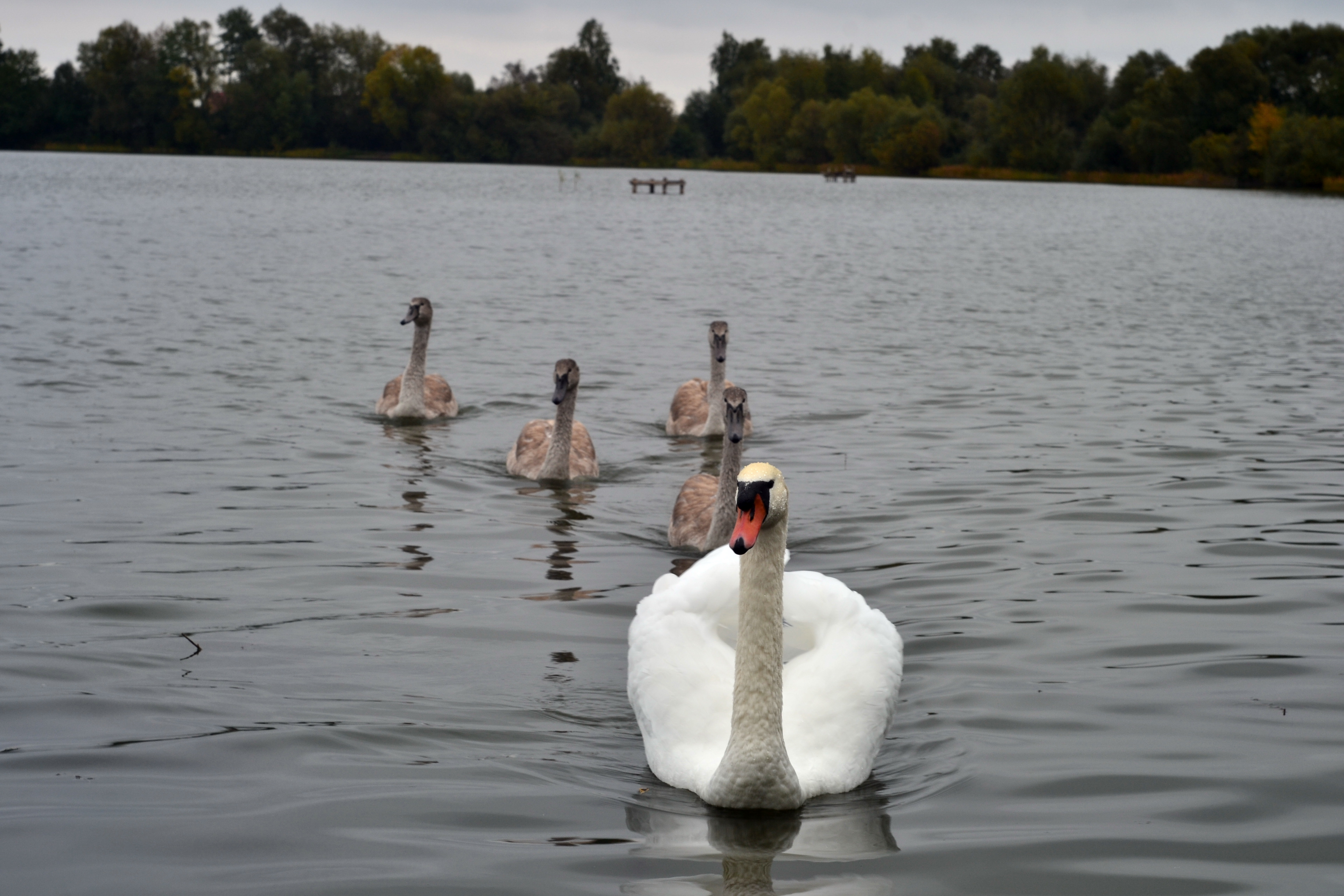
Лебеді